# Avion de vânătoare

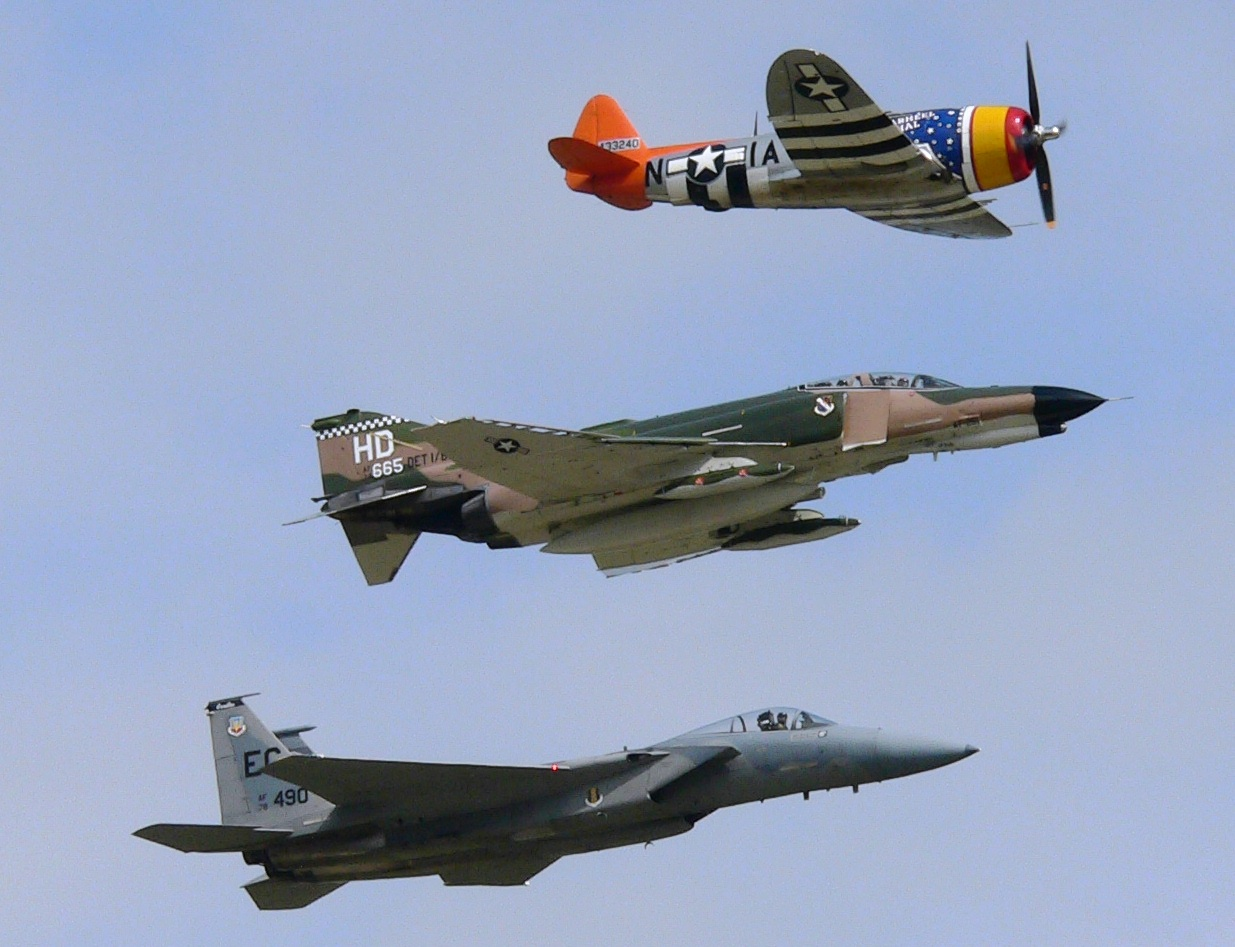
Avioane de vânătoare din generații diferite (de sus în jos): P-47 Thunderbolt, F-4 Phantom II și F-15 Eagle.

Un avion de vânătoare este un avion militar conceput și construit în principal pentru a putea ataca alte avioane aflate în zbor, spre deosebire de bombardiere, care sunt concepute pentru a ataca ținte terestre, prin lansarea de bombe. Avioanele de vânătoare dispun de armament propriu instalat la bord (de regulă mitraliere de diferite calibre), dar cele moderne au și posibilitatea de a lansa rachete de atac (aer-aer, aer-sol).
Scopul principal al unui avion de vânătoare este de a stabili superioritate în aer, deasupra unui câmp de luptă. Din Primul Război Mondial până acum, realizarea și menținerea superiorității aeriene a fost esențială pentru victorie în război convențional. Succesul sau eșecul eforturilor beligeranților pentru a obține supremație aeriană depinde de mai mulți factori, între care o mare importanță o au:
1. - abilitatea în pilotaj a piloților militari
2. - tactica dezvoltată pe baza doctrinei de desfășurare a avioanelor de vânătoare
3. - numărul, starea tehnică și performanțele tehnice nominale ale avioanelor folosite

Datorită importanței superiorității militare aeriene, de la începutul istoric al luptelor aeriene, forțele aeriene au depus eforturi pentru a dezvolta în mod constant avioane de vânătoare superioare tehnologic și de a implementa aceste dezvoltări la un număr cât mai mare de avioane de vânătoare.

## Terminologie
În simbolizarea militară adesea prima literă din numele avionului desemnează tipul avionului împreună cu un număr pentru a indica tipul avionului de vânătoare:
- F (fighter - luptător) la avioane de vânătoare americane (de exemplu, F-35 Lightning) sau F.22 Spitfire, deși între anii 1916 până la sfârșitul anilor 1940 americanii le spuneau „pursuit” (adică de urmărire, de exemplu P-40 Warhawk).
- I ("истребитель" (pronunțat "istrebitel", însemnând "distrugător") la avioane de vânătoare sovietice (de exemplu I-16 Polikarpov).
- C (chasseur - vânător) la francezi (de exemplu C.1 Nieuport 17).

Deși termenul de "avion de vânătoare" specifică aeronave concepute pentru a doborî alte aeronave, astfel de modele sunt folosite uneori ca avioane multirol avion de vânătoare-bombardier, de atac, și uneori de atac la sol. Acesta a fost cazul, de exemplu pentru Sopwith Camel și alte "avioane de vânătoare-cercetare" din Primul Război Mondial. 
USAAF și RAF adesea favorizau avioanele de vânătoare față de bombardiere ușoare sau bombardiere în picaj, ca de exemplu P-47 Thunderbolt și Hawker Hurricane, care datorită faptului că nu mai erau avioane de vânătoare competitive, au fost retrogradate ca avioane de atac la sol.
Un număr de avioane, cum ar fi F-111 si F-117, nu au avut capacitatea cerută de la un avion de vânătoare, în ciuda denumirii, dar care au făcut acest lucru din motive politice. F-111 a fost inițial destinat pentru un rol de avion de vânătoare a Marinei, dar această variantă a fost anulată. Această neclaritate urmează folosirea avioanelor de vânătoare din primele zile ale acestora pentru operațiuni de "atac" sau "lovitură aeriană" împotriva trupelor inamice, pozițiilor de teren, vehiculelor, precum și facilităților cu mitraliera avionului, sau aruncând bombe mici și bombe de incendiere. Avioanele de vânătoare multirol versatile, cum ar fi F/A-18 Hornet, au fost o opțiune mai puțin costisitoare decât construirea unei game largi de tipuri de avioane de specialitate.
Unele dintre cele mai scumpe avioane de vânătoare, cum ar fi de exemplu F-14 Tomcat, F-22 Raptor și F-15 Eagle, au fost construite ca avioane de interceptare capabile să zboare pe orice vreme, precum și ca avioane de superioritate aeriană, iar mai târziu când nu mai erau destul de performante au fost transformate primind rol de atac aer-sol. Un avion de interceptare este un avion dezvoltat să intercepteze bombardiere și adesea renunță la manevrabilitate pentru o viteză ascensională mai mare.

## Prezentarea generală a dezvoltării avioanelor de vânătoare

Aterizare pe portavionul HMS Furious cu un avion de recunoaștere Sopwith Pup.

Avioanele de vânătoare au fost dezvoltate în Primul Război Mondial pentru a împiedica avioanele inamice și dirijabilele să efectueze recunoaștere aeriană. Avioanele de vânătoare timpurii au fost foarte mici și ușor înarmate în comparație cu standardele de mai târziu și majoritatea au fost avioane biplane construite cu un cadru de lemn, acoperite cu material textil, și cu viteza de peste 100 km/h. Controlul spațiului aerian deasupra armatei devenea tot mai important, ducând la toate marile puteri să dezvolte avioane de vânătoare pentru a sprijini operațiunile militare. Între războaie, lemnul a fost în mare parte înlocuit cu structură tubulară din oțel, care a fost înlocuită apoi cu aluminiu.
În cel de-Al Doilea Război Mondial cele mai multe avioane de vânătoare au fost fabricate în totalitate din metal, erau avioane monoplane armate cu baterii de mitraliere sau tunuri, iar unele au fost capabile de viteze de peste 400 km/h. Cele mai multe avioane de vânătoare până la acest moment au avut un singur motor, dar s-au construit o serie de avioane de vânătoare cu motoare gemene, cu toate acestea, s-a constatat că ele erau fără apărare împotriva avioanelor de vânătoare cu un singur motor și de aceea au fost reorientate pentru alte sarcini, unele devenind avioane de vânătoare de noapte, fiind și echipate cu radare foarte primitive.

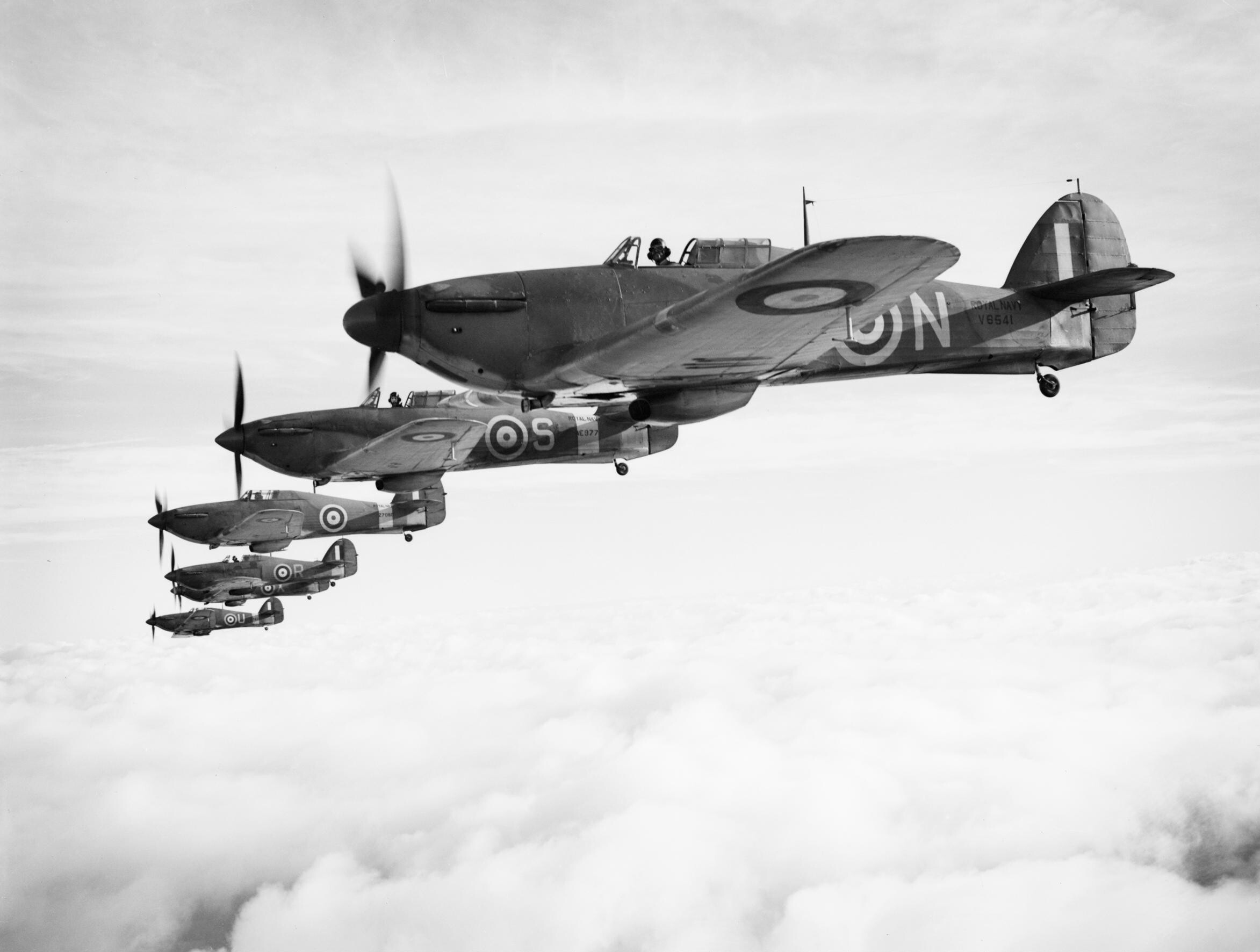
Monomotoare Hawker Sea Hurricane în formație.

Până la sfârșitul celui de al doilea război mondial, motoarele cu reacție (turboreactoare) au început să înlocuiască ca mijloc de propulsie motoarele cu piston, crescând astfel și mai mult viteza avioanelor. Deoarece greutatea motoarelor a fost mult mai mică decât greutatea motoarelor de pe avioane de vânătoare cu motor cu piston, a fi dotate cu două motoare nu mai era un handicap și au fost folosite unul sau două motoare, în funcție de cerințe. Dacă viteza relativ mică a avioanelor dotate cu motor cu pistoane permitea saltul cu parașuta, acest lucru, datorită vitezelor foarte mari, devenea imposibil la avioane cu turboreactor. Aceasta, la rândul său, a necesitat dezvoltarea scaunelor catapultabile, astfel pilotul putea să se salveze din avion și la viteze mari, iar costumele antigravitaționale îi ajutau la suportarea forțelor care acționau asupra pilotului în timpul manevrelor.

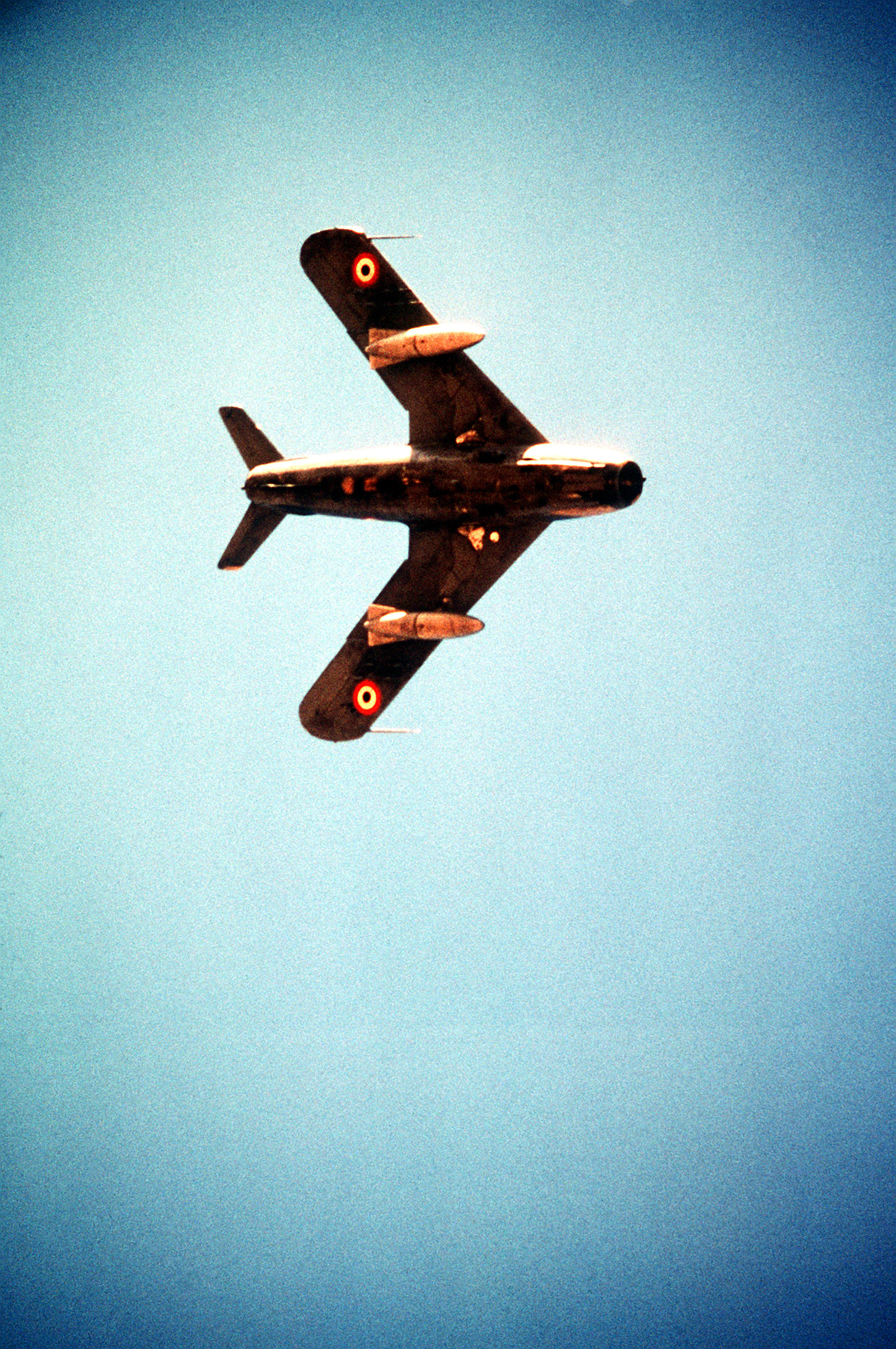
Partea inferioară a unui avion sovietic Mikoian-Gurevici MiG-17 cu turboreactor.

În anii 1950, pe avioane de vânătoare de zi au fost montate radare, deoarece la viteze atât de mari piloții nu au mai putut vedea destul de departe pentru a se pregăti pentru luptă. De atunci, capacitățile radarelor au crescut enorm și au devenit acum metoda principală de a observa inamicul. Aripile au fost făcute mai subțiri și dispuse în săgeată pentru a reduce rezistența aerului, ceea ce a necesitat noi metode de producție pentru a obține structuri suficient de rezistente.
Bariera sunetului a fost depășită și în curând s-a depășit și Mach 2, viteză la care avioanele nu mai pot face manevre strânse în timpul luptelor aeriene sau pentru a evita atacul.
La începutul anilor 1960 rachetele aer-aer au înlocuit în mare parte mitralierele și tunurile de la bordul avioanelor, deoarece s-a crezut că ambele au devenit inutilizabile la vitezele atinse, însă războiul din Vietnam a arătat că armele au avut încă un rol de jucat și avioanele de vânătoare construite de atunci sunt dotate cu tun (de obicei cu calibru între 20 și 30 mm), ca armă suplimentară pentru rachete. Cele mai multe avioane de luptă moderne pot transporta o pereche rachete aer-aer, iar unele dintre cele mai mari avioane de vânătoare, cum ar fi Suhoi Su-27 pot fi dotate și cu 12 astfel de rachete.

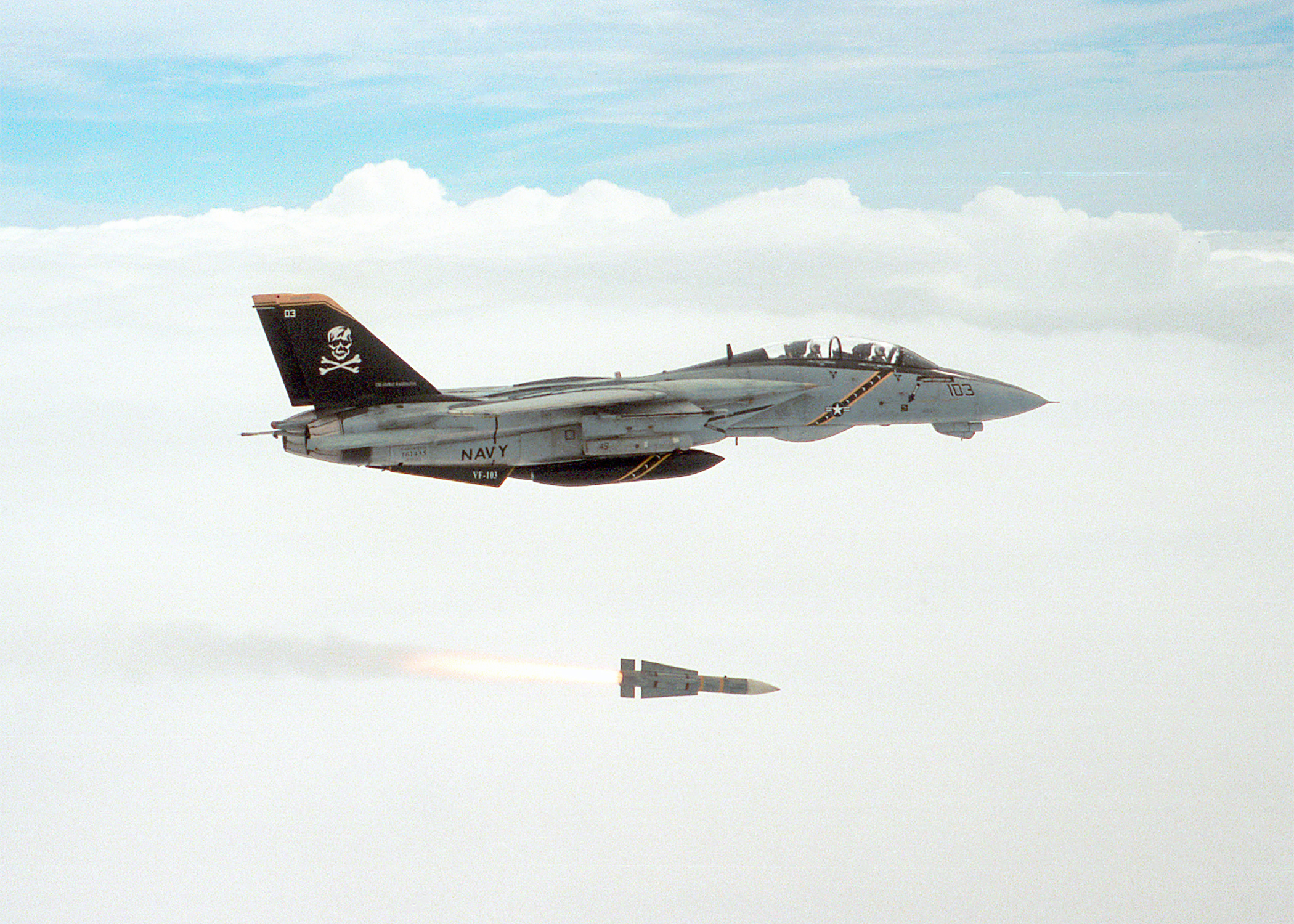
Grumman F-14 Tomcat trăgând cu o rachetă aer-aer AIM-54 Phoenix cu rază lungă de acțiune.

În anii 1970 turboventilatoarele au început să înlocuiască turboreactoarele, îmbunătățind economia de combustibil suficient de mult ca până și ultimele avioane de sprijin dotate cu motor cu piston să se poată înlocui cu avioane cu reacție, făcând posibilă apariția avioanelor de luptă multi-rol. Structurile fagure au început să înlocuiască structurile prelucrate masive, iar primele componente din compozit au început să apară pe componente supuse la mici solicitări.
Cu îmbunătățiri constante în domeniul calculatoarelor, sistemele defensive au devenit din ce în ce mai eficiente și pentru a contracara acest lucru, Statele Unite, Rusia, India și China au început să dezvolte tehnologii stealth (de camuflaj). Primul pas în acest domeniu a fost de a găsi modalități de a reduce reflexia avionului la undele radar prin mascarea termică a motoarelor, eliminarea colțurilor ascuțite și redirecționarea oricărei reflexii departe de sistemele de radar. Diverse materiale au fost dezvoltate pentru a absorbi energia undelor radar și au fost aplicate pe avion. S-au luat și măsuri pentru a reduce greutatea tot mai mare a avioanelor, ținând cont că multe avioane de vânătoare moderne sunt mai mari și mai grele decât un bombardier mediu din cel de-Al Doilea Război Mondial.

## Avioane de vânătoare cu reacție

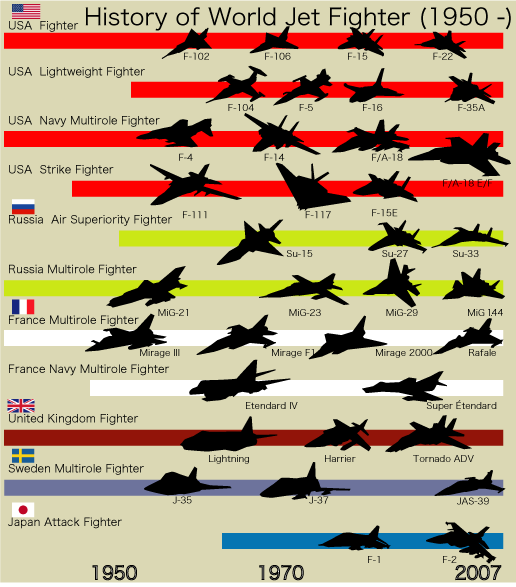
Tipuri principale de avioane de vânătoare cu reacție apărute după 1950.

În domeniul aviatic a devenit un obicei clasificarea avioanelor de luptă în "generații", în scop istoric, cu toate că nu există definiții oficiale ale acestor generații de avioane de vânătoare. 
Aceste categorii reprezintă mai degrabă etape în dezvoltarea acestor avioane, diferențe în metodele de proiectare, diferențe privind performanța și evoluția tehnologică. De asemenea, autorii clasifică avioanele de vânătoare în generații diferite. De exemplu Richard P. Hallion, secretar al Grupului de acțiune al Air Force a clasificat F-16 ca un avion de vânătoare cu reacție din generația a VI-a.
Intervalele de timp asociate cu fiecare generație sunt inexacte și sunt doar orientative privind filozofia lor de proiectare, tehnologiile aplicate și dezvoltarea, cuprinzând de asemenea perioada de vârf al serviciului acestor avioane.

### Avioane de vânătoare cu reacție subsonice din prima generație (între mijlocul anilor 1940 - mijlocul anilor 1950)
Caracteristici:
- tunul rămâne principala lor armă

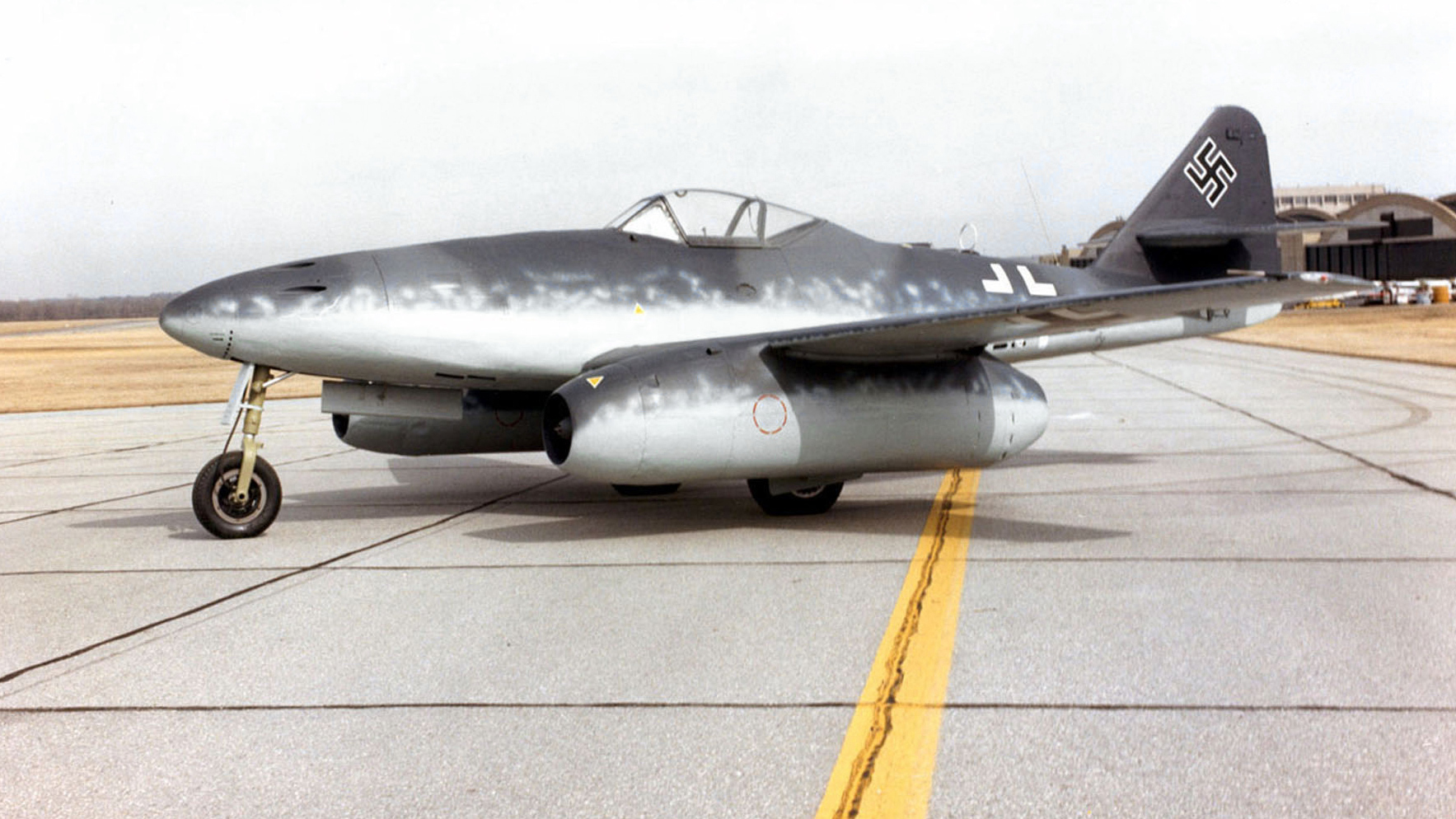
Primul avion de vânătoare cu reacție din lume: Messerschmitt Me 262

- durata de viață a turbinelor era foarte scurtă
- accelerație slabă
- motoare instabile
- apariția scaunelor de catapultare

Avioane semnificative din acest grup includ:
- Germania nazistă
  - Messerschmitt Me 262
  - Heinkel He 162
- Regatul Unit
  - Gloster Meteor

Alte tipuri de avioane dezvoltate în timpul războiului, dar care nu au participat în lupte intrând în serviciu după război. 
Exemplele includ:
- Franța
  - Dassault Ouragan
- Regatul Unit
  - de Havilland Vampire
  - Hawker Sea Hawk
  - Supermarine Attacker
- Statele Unite ale Americii
  - Bell P-59 Airacomet
  - Lockheed P-80 Shooting Star
  - McDonnell FH Phantom
  - Ryan Aeronautical FR Fireball (see below)
- Uniunea Sovietică
  - Mikoyan-Gurevich MiG-9 'Fargo'
  - Yakovlev Yak-15/17 'Feather'

### Avioane de vânătoare cu reacție din a doua generație (între mijlocul anilor 1950 - începutul anilor 1960)

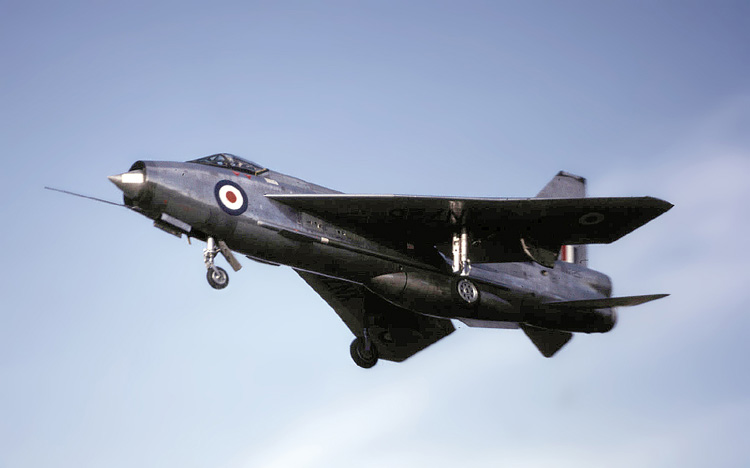
Electric Lightning

Dezvoltarea celei de a doua generații de avioane de vânătoare cu reacție a fost modelat de descoperiri tehnologice, lecții învățate de la luptele aeriene ale Războiului din Corea și cu accent pe efectuarea operațiunilor într-un război nuclear. Progresele tehnologice în aerodinamică, propulsie și materiale de construcții (în primul rând aliaj de aluminiu) au permis proiectanților să experimenteze inovații aeronautice cum ar fi aripa săgeată și aripa delta. Utilizarea pe scară largă a motoarelor turbopropulsoare cu postcombustie a făcut ca aceste avioane să spargă bariera sunetului și să fie capabile de a susține viteze supersonice.

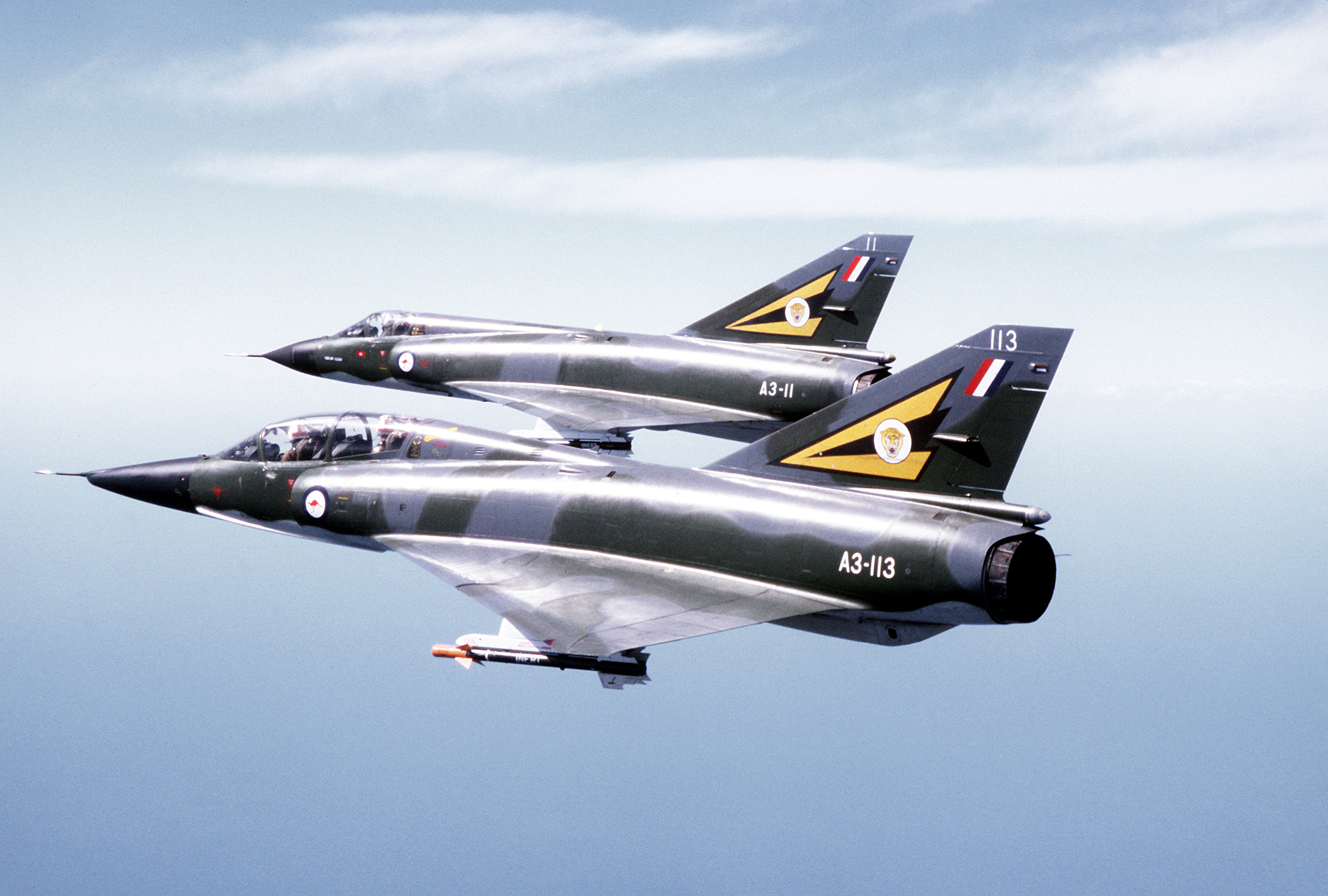
Dassault Mirage III

Proiectele acestor avioane de vânătoare beneficiau de asemenea, de noi tehnologii electronice, care au făcut ca radarele să fie suficient de mici pentru a fi transportate la bordul avioanelor mici. Radarele de la bord permiteau detectarea avioanelor inamice dincolo de raza vizuală, îmbunătățind astfel gestionarea țintelor. În mod similar, dezvoltările în domeniul rachetelor aer-aer ghidate a permis completarea armamentului de bord cu aceste rachete. În această perioadă rachetele pasive cu ghidare prin infraroșu au devenit banale, dar primii senzori de IR au avut sensibilitate slabă și unghi de detectare foarte îngust (de obicei nu mai mult de 30 °), care a limitat utilizarea efectivă a acestora doar pentru distanțe scurte.

### Avioane de vânătoare cu reacție din a treia generație (între începutul anilor 1960 - anii 1970)

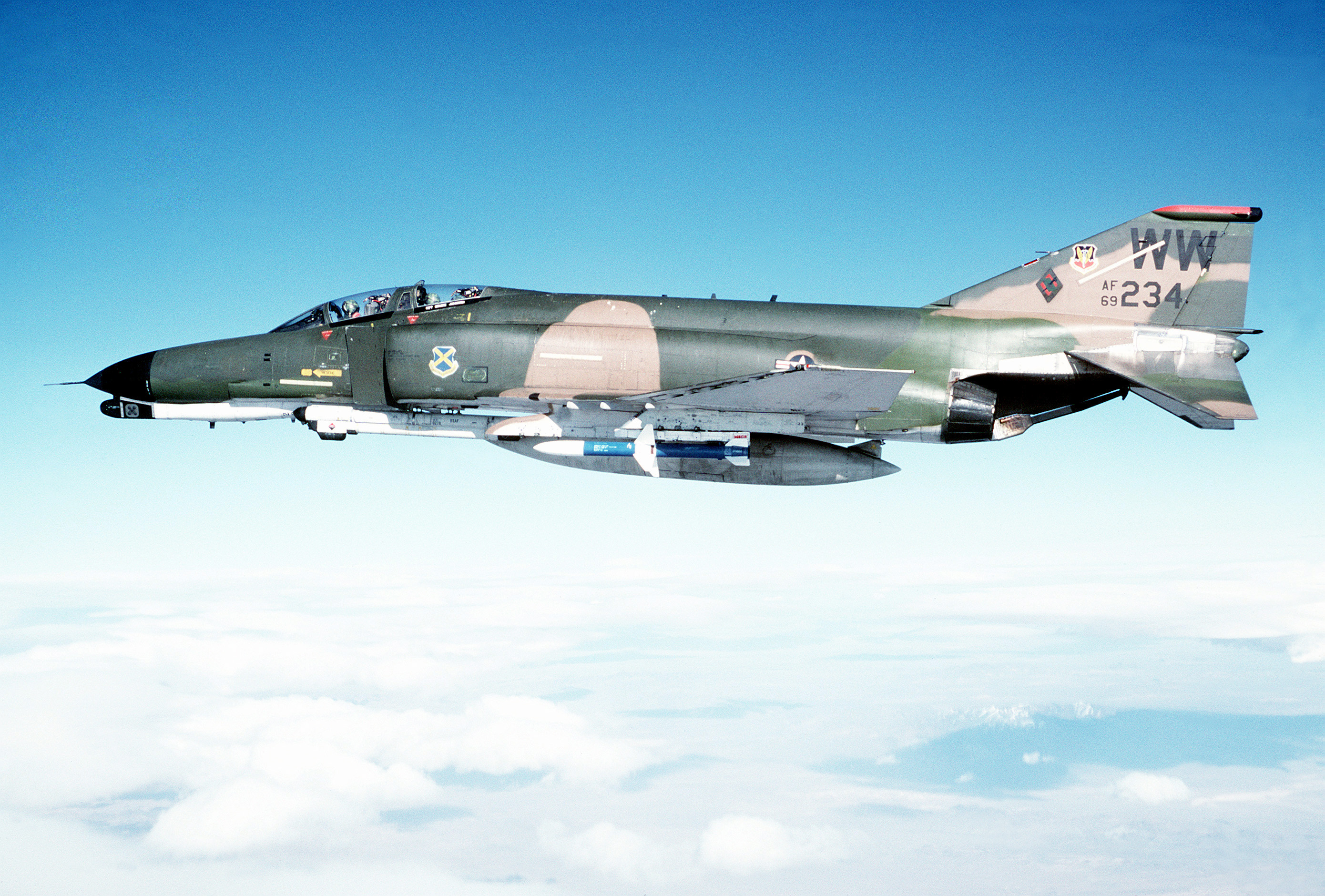
F-4 Phantom II

Cea de a treia generație a asistat la maturizarea continuă a inovațiilor din cea de a doua generație dar aceasta este cea mai marcată de punerea accentului pe manevrabilitate și capacități tradiționale de atac la sol.
Pe parcursul anilor 1960, creșterea experienței de luptă cu rachete ghidate a demonstrat că lupta în prim-plan putea să revină lupta aeriană clasică. Aparatura analogică a început să apară, înlocuind în instrumentația bordului „manometrele” învechite. Îmbunătățiri ale performanței aerodinamicii din cea de a treia generație de avioane de vânătoare includ controlul suprafeței de zbor, cum ar fi aripa canard și volet la bordul de atac. Mai multe tehnologii au fost încercate pentru decolare și aterizare verticală / scurtă, dar a avut succes doar pe avioanele Harrier Jump Jet.